# Cinnamomum virens
Cinnamomum virens är en lagerväxtart som beskrevs av Ralph Baker. Cinnamomum virens ingår i släktet Cinnamomum och familjen lagerväxter. Inga underarter finns listade i Catalogue of Life.